# Károly Ferenc Palma
Károly Ferenc Palma 18. srpna 1735, Ružomberok na Liptově - 10. února 1787, Pešť. Jezuita, probošt, biskup. Působil, mimo jiné, v Uhrách jako biskup v Kalocsi, kde bylo zřízeno roku 1000 první biskupství v Uherském království.

## Život
V roce 1750 vstoupil do jezuitského řádu, vystudoval jezuitské gymnázium v Košicích a poté teologii ve Vídni a pak působil v centru jezuitské vzdělanosti v Horních Uhrách v Trnavě, kde vyučoval do roku 1771 v semináři. Poté učil na Tereziáně ve Vídni. Po zrušení řádu v roce 1773 působil jako soukromý učitel a knihovník u arcivévody Albrechta Habsburského, ale především se začal věnovat uherským dějinám a historii Maďarů, jakožto největší a nejvýznamnější národní entitě v rámci Uher. Od roku 1780 byl pak pomocným biskupem v Kalocsi. Jeho bratr Adam Palma byl též knězem, působil také v Trnavě, dosáhl hodnosti arcibiskupa.

## Dílo
K Palmovým hlavním dílům patří:
- Heraldicae regni Hung. specimen, regia, provinciarum, nobiliumque scuta complectens (Vídeň, 1766)
- Notitia rerum hungaricarum ab origine ad nostram usque aetatem (Trnava 1770)
- Abhandlung von den Titeln und Wappen, welche Maria Theresia als apost. Königin von Ungarn führet (Vídeň, 1774)
- Specimen genealogico-progonologicum ... a Rudolpho Coronino S. R. I. comite de Cronberg. Quod nunc novis genealogicis ac historicis accessionibus locupletavit, ad nostram usque aetatem continuavit (Vídeň, 1774)
- Vollständiger Auszug der ungarischen Vaterlandgeschichte. (Pálma után írta Schlinger von Kremnitz, Báňská Štiavnica, 1790.).